# Intel-Lunar-Lake-Mikroarchitektur
Lunar Lake ist Intels Codename für die mobilen Prozessoren der Core-Ultra-200V-Serie, die im September 2024 auf den Markt kommen. Es handelt sich um ein mobiles SoC-Design mit extrem niedrigen Stromverbrauch und ist der Nachfolger der Meteor-Lake-U-Prozessoren, während Arrow Lake die Meteor-Lake-H-Prozessoren ablöst. Tests mit zum Marktstart verfügbaren Lunar-Lake-CPUs zeigten, dass ihre Multi-Core-Leistung unter Volllast im Vergleich zur ARM-Konkurrenz zwar nicht besonders hoch ausfiel, sie sich jedoch im Alltagsgebrauch durch eine höhere Effizienz auszeichneten.

## Neuerungen

### Compute-Tile
- Laptop-Prozessoren: 4× LP-E-Kerne (Skymont; LP: Low Power) und 4× P-Kerne (Lion Cove)[2]
- Lion-Cove-P-Kerne erreichen eine durchschnittliche IPC-Steigerung von 14 % gegenüber den Redwood-Cove-P-Kerne (Meteor Lake).
- Der L2-Cache der Lion-Cove-Kerne wurde von 2 MB (bei Redwood Cove) auf 2,5 MB vergrößert.
- Skymont-LP-E-Kerne bieten gegenüber Crestmont-E-Kernen (Meteor Lake) eine IPC-Steigerung von 68 %.
- Die vier Skymont-LP-E-Kerne teilen sich einen 4 MB großen L2-Cache.
- Simultaneous Multithreading (SMT) wurde aus den Lion-Cove-P-Kernen entfernt. Dadurch konnten 15 % an Chipfläche eingespart werden, was zu einer Leistungssteigerung von 5 % pro Watt führte.

### Plattform Controller-Tile
- Wi-Fi 7 und Bluetooth 5.4
- Thunderbolt 4
- PCIe 4.0- und PCIe 5.0-Lanes
- USB 2.0 und USB 3.0
- HDMI 2.1, DisplayPort 2.1 und eDP 1.5
- Unterstützung für drei 4K60-HDR-Displays oder für ein 8K60-HDR-Display
- H.266 VVC-Hardware-Dekodierung, AV1

### NPU
Lunar-Lake-Prozessoren mit NPU können insgesamt 120 TOPS erreichen, wobei 48 TOPS allein auf die NPU entfallen, 67 TOPS von der iGPU bereitgestellt werden und 5 TOPS von der CPU stammen. Die 48 dedizierten NPU-TOPS von Lunar Lake erfüllen die von Microsoft festgelegten Anforderungen (mindestens 40 TOPS an NPU-Leistung), um als Copilot+-PC zertifiziert zu werden.

### iGPU
Der integrierte Grafikprozessor (iGPU) von Lunar Lake ist mit Xe2-LPG-Kernen der zweiten Generation ausgestattet, die auf der Battlemage-Grafikarchitektur basieren. Sie umfasst acht Xe2-LPG-Kerne, die sich einen 8 MB großen L2-Cache teilen. Die iGPU kann bei INT8-Berechnungen bis zu 67 TOPS für KI-Aufgaben bereitstellen.

### RAM und Stromverbrauch
Lunar Lake verfügt über On-Package-LPDDR5X-8533-RAM, der mit 16 GB oder 32 GB Speicherkapazität erhältlich ist. Durch den On-Package-Speicher profitieren die CPU-Kerne von höherer Speicherbandbreite bei geringerem Stromverbrauch und niedrigerer Latenz, da sich der Speicher physisch näher an der CPU befindet. Intel gibt an, dass der On-Package-Speicher von Lunar Lake eine Reduzierung des Stromverbrauchs um 40 % ermöglicht und bis zu 250 mm2 Platzbedarf umfasst. Der Gesamtbedarf an physischem Platz im Laptop wird reduziert, da der Speicher nicht auf einer separaten Platine mit eigener Kühlung untergebracht werden muss. Ein Nachteil des On-Package-Speichers von Lunar Lake besteht darin, dass er weder austauschbar ist noch über SO-DIMMs auf mehr als 32 GB erweitert werden kann. Durch die Integration des On-Package-Speichers erhöht sich die TDP der Lunar-Lake-Prozessoren um weitere zwei Watt. Insgesamt liegt die TDP der Lunar-Lake-Prozessoren zwischen 17 W bis 37 W, während die TDP der Meteor-Lake-U-Prozessoren 9 W bis 57 W beträgt.